# Michael Luig
Michael Luig (* 16. März 1950 in Dortmund; † 1. September 2014) war ein deutscher Dirigent und Musikpädagoge.

## Leben
Nach dem Abitur im Jahre 1968 besuchte Luig bis 1972 das Privatmusiklehrerseminar im Fach Klavier am städtischen Konservatorium in Dortmund, war ab 1970 gleichzeitig an der Hamburgischen Staatsoper Assistent von Fritz Lehan am Gesangsstudio und agierte zwischen 1970 und 1676 bei verschiedenen Konzerten als Klavierbegleiter, insbesondere als Liedbegleiter. 1972 legte er die Musiklehrerprüfung am Fach Klavier ab.
1972 begann er ein Dirigierstudium an der Hochschule für Musik Köln bei Volker Wangenheim, das er 1976 mit Auszeichnung abschloss. Seit 1975 arbeitete er regelmäßig mit Studenten- und Jugend-Orchestern zusammen.
Von 1976/77 bis 1979/80 war er als Korrepetitor und Kapellmeister an den Städtischen Bühnen in Frankfurt am Main engagiert, worauf 1980/81 bis 1982 ein Engagement an das Saarländische Staatstheater in Saarbrücken als 1. Kapellmeister und Stellvertreter des Generalmusikdirektors folgte. Er wechselte wieder an die Städtischen Bühnen in Frankfurt am Main, wo er von 1982/83 bis 1986/87 als 1. Kapellmeister tätig war. Anschließend wurde er für die Saison 1987/88 als 1. Kapellmeister an die Deutsche Oper am Rhein Düsseldorf/Duisburg verpflichtet und erhielt ein Gastengagement an die Städtischen Bühnen Bielefeld, wo er die nahezu unbekannte Oper Das Wunder der Heliane von Erich Wolfgang Korngold dirigierte.
Von der Saison 1989/90 bis zum 1. November 1994 war Luig Generalmusikdirektor in den Städtischen Bühnen Augsburg und von da an Professor an der Staatlichen Hochschule für Musik in Köln, wo er das Hochschulorchester und eine Hochschulklasse im Fach Dirigieren leitete.
Gastspiele führten Michael Luig an Opernhäuser im In- und Ausland. Im Herbst 2004 unternahm er eine China-Tournee nach Peking und Schanghai, welcher der erste Auftritt beim Rheingau Musik Festival folgte. Eine weitere Tournee führte ihn in die USA.
Nach langer Krankheit verstarb Michael Luig in der Nacht vom 1. auf den 2. September 2014.

## Bedeutung
Michael Luig verfügte über ein  großes Konzertrepertoire, das er sich während seiner Zusammenarbeit in einer Vielzahl von Konzerten mit namhaften Orchestern, wie den Münchner Philharmonikern, dem NDR Sinfonieorchester Hannover, dem Radiosinfonieorchester Berlin, dem Orchestre National de France, dem Orchestra sinfonica di Milano della RAI und dem Orchestra Communale di Bologna erarbeitete. Wegen seiner besonderen Fachkompetenz war er in verschiedenen Jurys, wie dem Nationalen Ungarischen Dirigentenwettbewerb, und in Kommissionen tätig.
Als Musikpädagoge sah er seine Verantwortung beim musikalischen Nachwuchs und leitete eine Vielzahl von Jugend- und Hochschulorchestern, wie etwa das Landesjugendorchester Rheinland-Pfalz.
Zahlreiche CD-Einspielungen runden die Bedeutung dieses Dirigenten ab.